# Carola Clemente Hermoza
Carola Dorian Clemente Hermoza Vda. de Poblet (Jesús María, Lima, 16 de abril de 1963) es una política peruana. Fue alcaldesa del distrito de Pachacámac, desde enero del 2003 hasta diciembre del 2006, y esposa de Paul Poblet, exalcalde asesinado por el grupo terrorista Sendero Luminoso en el año 1991.

## Biografía
Carola Clemente nació en el distrito de Jesús María, ubicado en la provincia de Lima del departamento de Lima en Perú, el 16 de abril de 1963. Fue hija de Jorge Clemente y de Celinda Hermoza.
Realizó sus estudios primarios en el Colegio Peruano-Alemán Beata Imelda y en el Colegio Hans Christian Andersen.
Luego ingresó al Centro de Altos Estudios Nacionales en donde realizó el curso de Realidad y Objetivos Nacionales, sin embargo, no llegó a concluirlos.
En julio de 1981 se casó con Paul Poblet en el distrito de Pueblo Libre. Luego Poblet participaría en el ámbito político en el año 1986, en donde resultó elegido como regidor del distrito de Pachacámac en calidad de independiente. En 1989, Paul Poblet es elegido como alcalde del distrito de Pachacámac, sin embargo el día 23 de mayo del año 1991, Poblet fue asesinado por el grupo terrorista Sendero Luminoso cuando se dirigía de su casa a la municipalidad conduciendo su vehículo, en compañía de su esposa Carola Clemente, quien logró sobrevivir junto con sus cuatro hijos y quedó con secuelas de crisis nerviosa.
Según investigaciones periodísticas, la matanza se debió a una presunta acusación contra Poblet de haber maltratado unas tumbas de terroristas enterradas en Pachacámac, las cuales posteriormente se descubrieron que dicho acto fue realizado por un grupo de militares.
En las elecciones del año 1995, Carola Clemente es invitada por el fujimorismo para participar como candidata a regidora de la Municipalidad de Lima por Cambio 90 - Nueva Mayoría, alianza electoral del presidente Alberto Fujimori con el cual postulaba a Jaime Yoshiyama como candidato a la alcaldía de Lima. Finalmente, Yoshiyama es vencido por Alberto Andrade, candidato de Somos Perú opositor al gobierno fujimorista, y Clemente es elegida como regidora municipal para el periodo 1996-1998.
En 2001 postuló sin éxito al Congreso de la República por Cambio 90 - Nueva Mayoría. Luego al año siguiente en 2002, Carola Clemente se aleja del fujimorismo y se afilia a Unidad Nacional, alianza electoral liderada por Lourdes Flores, y decide postular a la alcaldía del distrito de Pachacámac, donde logra resultar elegida con el 37,733 % de votos preferenciales y es juramentada el día 1 de enero del 2003 para el periodo municipal 2003-2006.
Como alcaldesa arregló la plazoleta a la entrada de la localidad en homenaje a los defensores de la Cordillera del Cóndor y el Cénepa. También se creó el Parque Metropolitano “Paul Poblet Lind”, en honor a su difunto esposo.
En las elecciones del año 2014, Carola Clemente volvió a postular a la alcaldía de Pachacámac por el partido político Vamos Perú, sin embargo, su candidatura quedó en octavo puesto con el 2,263 % de votos.